# Villa Joly
La villa Joly est un bâtiment sur les hauteurs d'Alger, lieu de pouvoir dans l'Algérie indépendante. Résidence du président Ahmed Ben Bella, elle voit son arrestation durant le coup d'État de 1965. Elle abrite aujourd'hui le siège de la Banque d'Algérie.

## Histoire
La villa Joly tient son nom d'Eugène Joly, désigné consul de Suisse à Alger en 1863, ou de sa fille Claire, peintre sous le nom de Julia Joly. Elle est construite avant 1905.
Avant l'indépendance, la villa Joly est la résidence du directeur des finances du gouvernement général d'Algérie.
À l'indépendance, le consul général de France Jean Herly s'y installe. Cependant, le bâtiment étant mitoyen d'une caserne de l'ALN, l'ambassade le fait déménager plus haut, dans une autre villa en face de l'hôtel Saint-Georges.
Peu de temps après, à la fin de la crise de l'été 1962 qui voit la victoire d'Ahmed Ben Bella, Houari Boumédiène et l'armée des frontières sur le GPRA et les chefs des wilayas de l'intérieur, le bureau politique du FLN et Ben Bella s'y installent le 4 septembre,. Le 27 septembre, ce dernier devient Président du Conseil. Restant à la villa Joly, il y reçoit en octobre Hocine Aït Ahmed. Lakhdar Bouregaa, qui est présent, affirme que les deux hommes, vieux amis, s'accordent pour cesser les hostilités et marginaliser Boumédiène, ce que ce dernier contrecarre.
Le 1er juin 1964, une fusillade éclate devant la villa Joly, que l'on attribue au Front des forces socialistes d'Aït Ahmed.
Le 28 mai 1965, le président convoque Abdelaziz Bouteflika à la villa Joly pour lui signifier son renvoi. Le lendemain, Houari Boumédiène, prévenu, se rend à la villa pour une réunion orageuse qui marque la rupture définitive entre le président et le clan d'Oujda, et qui décide ces derniers à planifier un coup d'État.
Le soir du 18 juin, Ahmed Ben Bella reçoit Houari Boumédiène pour préparer le bureau politique du FLN, lui confirmant le renvoi de Bouteflika, contre l'avis du colonel. Le coup d'État est mis à exécution immédiatement : des hommes fidèles au clan d'Oujda prennent la relève de la garde de la villa Joly. À 1h du matin, Tahar Zbiri, accompagné de soldats, a le champ libre pour monter au 5e étage où se trouvent les appartements privés du président. Il frappe à la porte, déclarant : « Si Ahmed, tu n’es plus président. Nous avons constitué un Conseil de la révolution. Tu dois nous suivre. Il ne t’arrivera rien. » Une fois habillé, Ahmed Ben Bella est arrêté, on lui passe des menottes et on l'emmène.
Les archives de Ben Bella restent stockées à la villa Joly. Jusqu'au 19 juin 2005, 40 ans après le coup d'État, seul le président peut y accéder.
La villa Joly est aujourd'hui le siège de la Banque d'Algérie,.

## Description
La villa Joly est située en face du palais d'été sur l'avenue Roosevelt.
Bien que portant le nom de « villa », il s'agit d'un immeuble moderne.